# بحيرة الهيجانة
بحيرة الهيجانة هي مسطح مائي جاف كان يقع جنوب شرقي قرية الهيجانة شرق دمشق في سوريا.

## تاريخ
كانت جزء من بحيرة ضخمة في العصر البليستوسيني تضم المنطقة مع بحيرة العتيبة لتشكل مسطح مائي يبلغ ارتفاع المياه فيه ل100- 125م امتد من الضمير شرقا إلى الكسوة غرباً، وتصب فيه مياه نهري بردى والأعوج بالإضافة لمياه الأمطار والأودية الفرعية والأنهار الموسمية. أما في العصر البليستوسيني المتأخر بدأت البحيرة بالانحسار لتصبح أبعادها 10×20 كم لتظهر منطقة غوطة دمشق. في العصر الهولوسيني تحددت أبعاد البحيرتين عند مستوى مياه 6-7م.
ذكرها المبشر الإيرلندي يوسياس ليسلي بورتر في تدوين رحلته إلى دمشق في القرن التاسع عشر حيث دون أن أبعادها ما بين خمسة أميال في الطول وأربع ونص أميال بالعرض لكنها جافة معظم السنة ماعدا الربيع والشتاء مع وجود القصب والتربة السوداء لتدل على وجودها مع وجود مصبين لنهر الأعوج. أما الرحالة الاسكتلندي جون ماكغريغور ذكر في رحلته استكشاف البحيرة في رحلة استغرقت يومين في أواخر ديسمبر 1868.